# William Bell (basket-ball)
Pour les articles homonymes, voir William Bell et Bell.
William Bell, né en 1927, est un ancien joueur canadien de basket-ball.